# Mary McCartney
Mary Anna McCartney (* 28. August 1969 in London) ist eine britische Fotografin.

## Leben
Mary McCartney ist das erste Kind von Paul McCartney und Linda McCartney. Sie hat eine ältere Halbschwester Heather Louise (* 31. Dezember 1962), eine Schwester Stella Nina (* 13. September 1971), einen Bruder James Louis (* 12. September 1977) und eine jüngere Halbschwester Beatrice Milly (* 28. Oktober 2003). Mary McCartney hat vier Söhne, zwei mit ihrem ersten Ehemann, Alistair Donald, und zwei mit ihrem zweiten Ehemann, Simon Aboud.

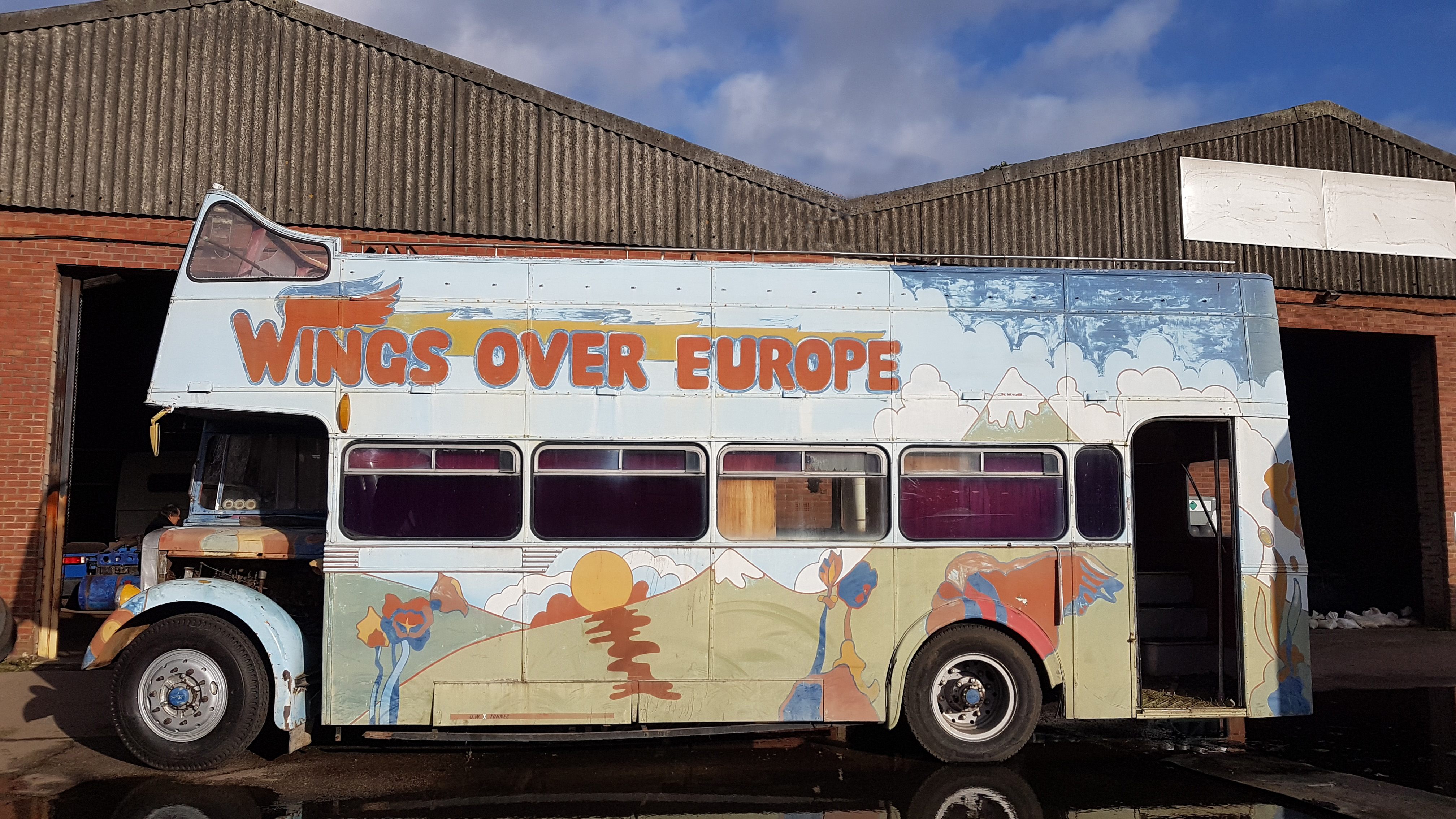
Tour-Bus der Wings

Im Jahr 1972 begleitete Mary McCartney ihre Familie im Tour-Bus auf der Wings-Tournee Wings Over Europe.
Mit Mitte Zwanzig startete McCartney ihre Laufbahn als Fotografin und spezialisierte sich auf Mode und Porträts. Zu den Porträtierten gehören Kate Moss, Lou Reed, Jude Law und Joss Stone sowie Paul McCartney. Im Jahr 2000 fotografierte sie die Hochzeit von Madonna und Guy Ritchie. Sie machte auch die ersten Fotos von Tony und Cherie Blair mit ihrem Sohn Leo.
McCartney fotografiert Kampagnen gegen Pelze für die Tierschutz-Organisation „People for the Ethical Treatment of Animals“ (PETA). Seit dem Tod ihrer Mutter im Jahr 1998 engagiert sich Mary McCartney für die englischen Brustkrebs-Aktivisten.

## Ausstellungen
- 2004: Floral Hall, Royal Opera House, London. Hier präsentierte sie Fotos, die die Tänzer dieses Opernhauses bei der Arbeit und im Privatleben zeigen.